# Нанси-Сюд (кантон)
Нанси-Зюд (фр. Nancy-Sud) — кантон во Франции, находится в регионе Лотарингия. Департамент кантона — Мёрт и Мозель. Входит в состав округа Нанси. Население кантона на 2011 год составляло 23 367 человек.
Код INSEE кантона 5422. Он был создан в 1879 году после разделения кантона Нанси-Эст. В кантон Нанси-Сюд входит часть коммуны Нанси.

## Коммуны кантона
| Коммуна | Население | Почтовый индекс | Код INSEE |
| ------- | --------- | --------------- | --------- |
| Нанси   | 103 605   | 54100           | 54395     |